# Lettomanoppello
Lettomanoppello is een gemeente in de Italiaanse provincie Pescara (regio Abruzzen) en telt 3137 inwoners (31-12-2004). De oppervlakte bedraagt 15,1 km², de bevolkingsdichtheid is 206 inwoners per km². De helft van het grondgebied ligt in het Nationaal Park Majella.

## Demografie
Lettomanoppello telt ongeveer 1115 huishoudens. Het aantal inwoners steeg in de periode 1991-2001 met 1,4% volgens cijfers uit de tienjaarlijkse volkstellingen van ISTAT.
| Jaar | Inwoneraantal |
| ---- | ------------- |
| 1991 | 3046          |
| 2001 | 3090          |

## Geografie
De gemeente ligt op ongeveer 370 m boven zeeniveau.
Lettomanoppello grenst aan de volgende gemeenten: Abbateggio, Manoppello, Pretoro (CH), Roccamorice, Scafa, Serramonacesca, Turrivalignani.